# Leptogenys venatrix
Leptogenys venatrix är en myrart som beskrevs av Auguste-Henri Forel 1899. Leptogenys venatrix ingår i släktet Leptogenys och familjen myror. Inga underarter finns listade i Catalogue of Life.